# Tolleric (possessió)
Tolleric és una possessió del terme de Llucmajor, Mallorca, situada a la marina. Es troba documentada el 1360. Segon Joan Coromines hi ha una comunitat d'origen amb el nom del poble de Toloriu, a l'Alt Urgell, genitiu en -rici d'un antropònim germànic. Sembla que el topònim d'aquesta possessió és el mateix nom de persona en nominatiu. El 1969 s'urbanitzà la costa i la urbanització rebé el nom de El Dorado, que fou canviat posteriorment per Tolleric.